# Clarke Island (ö i Australien, Tasmanien)
Clarke Island är en ö i Australien. Den ligger i delstaten Tasmanien, i den sydöstra delen av landet, omkring 270 kilometer norr om delstatshuvudstaden Hobart. Arean är 83 kvadratkilometer. Den sträcker sig 12,9 kilometer i nord-sydlig riktning, och 12,9 kilometer i öst-västlig riktning.
I omgivningarna runt Clarke Island växer i huvudsak städsegrön lövskog. Genomsnittlig årsnederbörd är 762 millimeter. Den regnigaste månaden är juli, med i genomsnitt 84 mm nederbörd, och den torraste är januari, med 28 mm nederbörd.